# 카가야 유타카
카가야 유타카(일본어: 加賀谷穣, 1968년 4월 5일 ~ )는 일본의 삽화가이다. 카가야(일본어: カガヤ, 영어: KAGAYA)라는 필명으로 활동한다.
사이타마현 출신이며 도쿄도의 미술 전문학교인 도쿄 디자이너 학원 그래픽 디자인과를 졸업했다. 별자리, 풍경, 그리스 신화의 인물 등을 모티브로 한 디지털 아트 삽화를 제작하고 있다.
어린 시절에 별자리, 그리스 신화에 관심이 있었으며 전문학교를 졸업한 이후인 1991년에는 별자리 삽화 해설서인 《사계절 별자리 백과》(일본어: 四季の星座百科)를 발표했다. 또한 천문학 전문 잡지, 별자리 안내서 등 천문학과 관련된 책에 등장하는 삽화를 제작하고 있다.
2003년 9월에는 천문학, 예술 관련 분야에서 큰 공헌을 한 점을 인정받아 국제 천문 연맹이 소행성 11949의 이름을 카가야유타카(Kagayayutaka)로 명명했다. 2006년에는 미야자와 겐지의 작품을 원작으로 한 플라네타륨 작품인 《은하철도의 밤》(일본어: 銀河鉄道)을 제작했다.